# Arazas
L'Arazas est une rivière du nord-est de l'Espagne, sur le versant sud des Pyrénées, et un sous-affluent de l'Èbre par l'Ara, la Cinca et le Sègre.

## Géographie
L'Arazas prend sa source sur les pentes du massif du Mont-Perdu, dessine l'impressionnante vallée d'Ordesa, et après 15 km finit sa course dans l'Ara, au Puente de los Navarros (pont des Navarrais), près de la commune de Torla (province de Huesca).

Son bassin est inclus dans le parc national d'Ordesa et du Mont-Perdu.